# 瓦莱-迪弗拉迪什
瓦莱-迪弗拉迪什是葡萄牙布拉干萨区的一个堂区。总面积39.52平方公里，总人口203人，人口密度5.1人/平方公里。